# Bouijou
Bouijou ist eine Siedlung auf der Komoreninsel Anjouan im Indischen Ozean.

## Geografie
Der Ort liegt am Südzipfel der Insel südlich von Mnazichoumoué in direkter Nachbarschaft zu Chaouéni, auf einer Höhe von 322 m. Der Berg Abakambouni liegt zwischen dem Ort und der Westküste.
Die Hauptstraße verläuft über Nioumakélé weiter nach Südosten und teilt sich dann zwischen Hamchako und Antsahé.

## Klima
Nach dem Köppen-Geiger-System zeichnet sich Bouijou durch ein tropisches Klima mit der Kurzbezeichnung Am aus. Die Temperaturen sind das ganze Jahr über konstant und liegen zwischen 20 °C und 25 °C.